# Bacchanales 73
Pour plus de détails, voir Fiche technique et Distribution.
Bacchanales 73 est un film français réalisé par José Bénazéraf en 1973.
Ce film est la reprise de Bacchanales 69.

## Synopsis
Le programme consiste en une introduction, suite de flashes rapides où des dames nues s'emmêlent, et un développement, suite d'extraits de vieux, très vieux films de José Bénazéraf, le jeune cinéaste qui monte. Un érudit reconnaîtra peut-être un jour les films cités (peut-être L'Enfer sur la plage, 24 heures d'un Américain à Paris, Joë Caligula). Il y a aussi une séquence au Palais des Sports[Lequel ?] (des jeunes cassent des fauteuils, la police intervient), une séquence romaine (ou de bal costumé, avec des gladiateurs qui s'entrechoquent), quelques strip-tease, et une séquence dans un restaurant avec danse lascive de deux consommateurs…

## Fiche technique
- Titre : Bacchanales 73
- Réalisation : José Bénazéraf
- Durée : 100 minutes
- Date de sortie : 22 février 1973

## Commentaire
À l'entrée de la salle qui osait présenter ce spectacle, un petit écriteau prévenait aimablement le spectateur : "Le programme est composé d'extraits de films en noir et blanc et en couleurs. Aucune place ne sera remboursée".